# ملعب جورج أودلوم
ملعب جورج أودلوم هو ملعب متعدد الاستخدام يقع في مدينة فيو فورت من سانت لوسيا . غالبا ما يتم استخدامه لمباريات كرة القدم . يسع الملعب لجلوس 8 آلاف متفرج . تم افتتاح الملعب في يوليو 2002 . تم تمويل بناء الملعب من قبل حكومة الصين .